# '92 Your EVERYTHING TOUR
『'92 Your EVERYTHING TOUR』(’きゅうじゅうに ユア エブリシング ツアー)は日本のバンド・Mr.Childrenによる1992年9月26日〜11月22日の約2ヶ月間、開催されたライブツアーである。

## 概要
1992年5月19日〜6月19日の1ヶ月開催されたライブツアーの『'92 EVERYTHING TOUR』の約3ヶ月後に開催された。
一部6公演は対バン形式での学園祭ライブであり、対バン相手は前回の『'92 EVERYTHING TOUR』に引き続きthe pillowsである。演奏された曲は『EVERYTHING』以外にも、『抱きしめたい』や『Kind of Love』の「思春期の夏 〜君との恋が今も牧場に〜」、「ティーンエイジ・ドリーム（I〜II）」、「いつの日か二人で」を除く9曲とカップリングは未発表曲として演奏された。一部公演によって位置が違ったり、曲も変わっているのもある。このツアーで新曲として披露された『Everything』がありCD化されてない。

## 演奏曲
ここでは、9月28日と9月29日のセットリストを中心に記載する。

### 本編
1. Mr.Shining Moon
2. グッバイ・マイ・グルーミーデイズ
3. BLUE
4. -MC-
5. ロード・アイ・ミス・ユー
  - 10月4日→君の事以外は何も考えられない
6. ためいきの日曜日
  - 10月4日→JACK KNIFE
7. 車の中でかくれてキスをしよう
  - 10月4日→ためいきの日曜日
8. 友達のままで（10月4日→車の中でかくれてキスをしよう
9. -MC-
10. 君の事以外は何も考えられない
  - 10月4日→風をあつめて
11. Alison
  - 10月4日→友達のままで
  - エルヴィス・コステロのカバー曲
12. 風をあつめて
  - 10月4日→Distance
  - はっぴいえんどのカバー曲
13. JACK KNIFE
  - 10月4日→ロード・アイ・ミス・ユー
  - 演奏曲の中で唯一、アマチュア時代の楽曲である。
14. -MC-
15. 抱きしめたい
16. -MC-
17. 虹の彼方へ
18. CHILDREN'S WORLD
19. 星になれたら

### アンコール
1. MC
2. メンバー紹介
3. グッバイ・マイ・グルーミー・デイズ
4. -MC-
5. Everything
  1. このツアーのためだけに作られた楽曲で、音源化・CD化されてない。後に発売する『Everything (It's you)』とは全くの別物である。

### アンコール2
1. MC
2. 風 〜The wind knows how I feel〜

※入ってはいないが、ビートルズのカバー曲の『She Loves You』も演奏されている。
| サブスタブ | この項目は、まだ閲覧者の調べものの参照としては役立たない、書きかけの項目です。この項目を加筆・訂正などしてくださる協力者を求めています。このテンプレートは分野別のサブスタブテンプレートやスタブテンプレート（Wikipedia:分野別のスタブテンプレート参照）に変更することが望まれています。 |